# Rosablanche
La Rosablanche (3.336 m s.l.m.) è una montagna della Catena Arolla-Cheilon-Pleureur nelle Alpi Pennine. Si trova nel Canton Vallese tra i distretti di Hérens, di Entremont e di Conthey.

## Caratteristiche
La montagna è collocata ad occidente del lago di Dix (formato dalla diga della Grande Dixence) e tra la Val di Bagnes e la Val des Dix.

## Salita alla vetta
Si può salire sulla montagna partendo dalla Cabane de Prafleuri (2.660 m).